# 도널드 맥클라우드 (신학자)
도널드 매클라우드(Donald Macleod, 1940년 11월 24일 - )는 글라스고우 대학교와 자유 교회 대학교에서 공부한 후에 1964년 스코트랜드 자유교회에서 목사로 안수를 받았다. 그는 1978년부터 2011년까지 자유 교회 대학 (Free Church College)에서 조직 신학 교수로 재직했으며 1999년에서 2010년까지는 교장으로 재직하였다.

## 작품

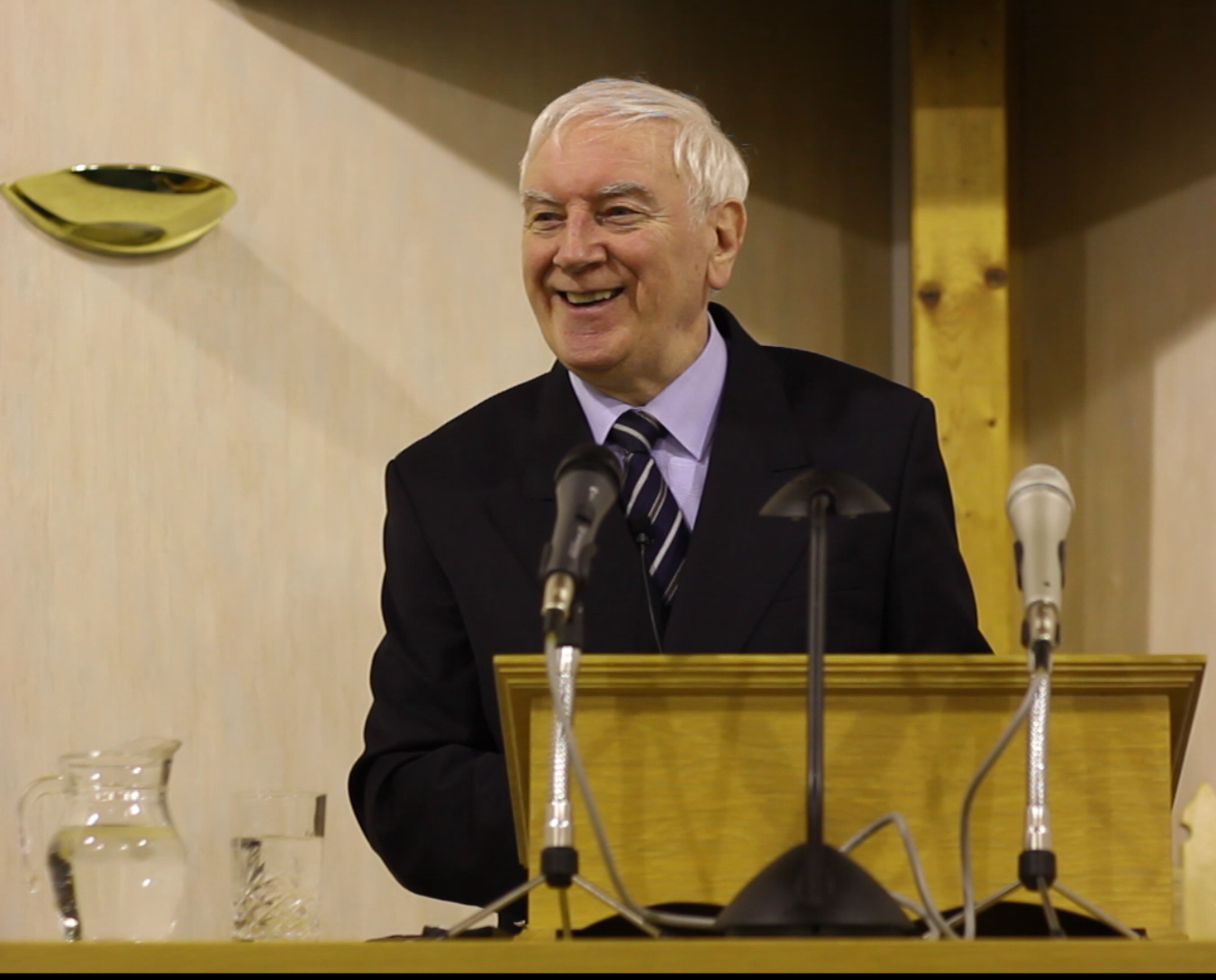
Donald Macleod

- Donald MacleodThe Spirit of Promise (Christian Focus, 1986)
- Rome and Canterbury: A View from Geneva (Christian Focus, 1989)
- Shared Life (Christian Focus, 1994)
- Behold Your God (Christian Focus, 1995)
- A Faith to Live By (Christian Focus, 1998)
- The Person of Christ (IVP, 1998)
- Jesus is Lord: Christology Yesterday and Today (Christian Focus, 2000)
- From Glory to Golgotha (Christian Focus, 2002)
- Priorities for the Church (Christian Focus, 2003)
- The Living Past (Acair, 2006)
- Christ Crucified: Understanding the Atonement (IVP, 2014)
- Compel Them to Come in (Christian Focus, 2020)
- Therefore the Truth I Speak: Scottish Theology 1500-1700 (Christian Focus, 2020)